# Samuel Holt
Samuel Holt (ur. 20 czerwca 1993 w Cincinnati) – amerykański siatkarz, grający na pozycji przyjmującego. 

## Życie prywatne
Jego rodzicami są Angie i Kim. Ma siostrę Megan, dwóch braci Nicka i Maxa (Maxwell Holt), który również jest siatkarzem.

## Sukcesy klubowe
Wicemistrzostwo Włoch:
- 2016

Superpuchar Belgii:
- 2018

Puchar Belgii:
- 2019

Wicemistrzostwo Belgii:
- 2019